# Der Jasager
Der Jasager (literalment El que diu sí també podria traduir-se com L'afirmador o Ell va dir sí) és una òpera (específicament una Schuloper o "òpera escolar") amb música de Kurt Weill i llibret en alemany de Bertolt Brecht, basat en la traducció d'Elisabeth Hauptmann de la versió anglesa d'Arthur Waley del drama japonès Nō Taniko. Es va estrenar a Berlín per estudiants de la Akademie für Kirchen und Schulmusik en el Zentralinstitut für Erziehung und Unterricht el 23 de juny de 1930, retransmesa simultàniament per la ràdio. Va tenir èxit i va tenir més de 300 representacions durant els següents tres anys.

## Personatges
| Personatge       | Tessitura     | Repartiment de l'estrena, 23 de juny de 1930 (Director: Kurt Drabeck) |
| ---------------- | ------------- | --------------------------------------------------------------------- |
| El noi           | tiple         |                                                                       |
| La mare          | mezzosoprano  |                                                                       |
| El mestre        | baríton       | Otto Hopf                                                             |
| Primer estudiant | tiple o tenor |                                                                       |
| Segon estudiant  | tiple o tenor |                                                                       |
| Tercer estudiant | tiple o tenor |                                                                       |